# Garantie financière d'achèvement
 (mars 2010).
Si vous disposez d'ouvrages ou d'articles de référence ou si vous connaissez des sites web de qualité traitant du thème abordé ici, merci de compléter l'article en donnant les références utiles à sa vérifiabilité et en les liant à la section « Notes et références ».
Pour les articles homonymes, voir GFA.
La Garantie financière d'achèvement (GFA), répond, en droit français dans le cadre de la Vente en l'État Futur d'Achèvement (VEFA), à l'obligation de l'Article L.261-1 et suivants du Code de la Construction et de l'habitation (CCH) et donne à l'acquéreur la certitude qu'en cas de défaillance du promoteur, le financement de l'achèvement de l'immeuble est garanti.
Depuis le 1er janvier 2015, la législation fait obligation au promoteur de fournir une garantie extrinsèque (ie. résultant de l'intervention d'un tiers garant, comme un organisme bancaire ou un assureur) à ses acquéreurs.

## La garantie d'achèvement extrinsèque
Dans le cadre d'une VEFA, le promoteur bénéficie des appels de fonds versés par les acquéreurs du programme immobilier, dans le respect des plafonds visés à l'article R.261-14 du CCH, à savoir :
- 35 % du prix de vente à l'achèvement des fondations ;
- 70 % du prix de vente à la mise hors d'eau ;
- 95 % du prix de vente à l'achèvement de l'immeuble.

En contrepartie l'acquéreur bénéficie d'une garantie d'achèvement extrinsèque donnée, soit par une compagnie d'assurance, soit par un établissement financier/une banque, soit encore par une société de caution mutuelle (Article R 261-17 du CCH).
Cette garantie d'achèvement donnée par un tiers, le garant,  est dite extrinsèque.
Le garant prend l'engagement vis-à-vis des acquéreurs, de mettre en place les moyens financiers nécessaires à l'achèvement du programme immobilier. Il doit intervenir évidemment lorsque le promoteur immobilier est défaillant, notamment lors d'une liquidation judiciaire. En général, le garant demande au promoteur, avant de délivrer la garantie d'achèvement, 40% de pré-commercialisation de son programme. 
Le coût d'une telle garantie est variable, il dépend du sérieux du promoteur immobilier, de sa solidité financière et de la qualité du programme immobilier. Il est également fonction des contre-garanties et des sûretés offertes par le promoteur au garant. Généralement les promoteurs nationaux ou filiales de groupes bancaires bénéficient de conditions extrêmement favorables, avec des taux inférieurs à 0,30 % du Chiffre d'Affaires TTC de l'opération garantie. Pour les autres promoteurs les taux sont l'ordre de 1 % du Chiffre d'Affaires TTC de l'opération.
Il s'agit d'une prime unique, valable jusqu'à la date de livraison prévisionnelle, à régler à la mise en place de la garantie.
Depuis le 1er janvier 2015, la garantie extrinsèque est désormais la norme : une garantie financière apportée par un tiers (généralement une banque ou un assureur) est exigée et prend la relève du promoteur défaillant, pour apporter les fonds nécessaires à l’achèvement des travaux. L’ordonnance n°2013-890 du 3 octobre 2013 précise que cette disposition « s'applique aux opérations pour lesquelles la demande de permis de construire est déposée à compter du 1er janvier 2015 ».

## La garantie d'achèvement intrinsèque
À l'opposé de la garantie extrinsèque, cette garantie n'est pas délivrée par un tiers, mais "résulte de l'existence de conditions propres à l'opération" suivant les termes de l'article R 261-18 du CCH soit :
- 1. L'immeuble est hors d'eau et grevé d'aucun privilège ou hypothèque

ou
- 2. L'immeuble est au stade fondations achevées, que le financement est assuré à hauteur de 75 % avec les fonds propres, les crédits et les contrats de réservation signés (l'exigence est réduite à 60 % lorsque le niveau de fonds propres est de 30 %), et qu'un compte bancaire unique assure la centralisation des fonds.

L'absence d'un engagement émis par un tiers peut amener à remettre en doute la qualité de cette garantie, certes l'opération bénéficie d'un financement à hauteur de 75 % ou de 60 % mais les droits des tiers acquéreurs ne sont alors pas sécurisés pour le futur.
Cette modalité de garantie est destinée à disparaitre suivant les dispositions de la loi ALUR adoptée en première lecture les 14 et 16 janvier 2014.
Les garanties d'achèvement ne sont pas délivrées par toutes les banques et toutes les compagnies d'assurance. 
La législation et les impératifs de sécurisation des échanges ont permis à des engagements de nature similaire de se développer en pratique tels que :
- les garanties de livraison à prix et délai convenu pour les contrats de construction de maison individuelle (Art. L 231-1 et suivants du CCH) ;
- les garanties d'exécution de contrat de promotion immobilière et de mission de contractant général ;
- les garanties d'achèvement et de parachèvement des VRD ;
- les garanties de vente d'immeuble à rénover / de vente d'immeuble en état futur de rénovation.

L’ordonnance n°2013-890 du 3 octobre 2013 relative à la "garantie financière en cas de vente en l’état futur d’achèvement" a supprimé la garantie intrinsèque à compter du 1er janvier 2015, en vue de « lutter contre les promoteurs imprudents et protéger des défaillances les acquéreurs en Véfa ».